# Tamin simoni
Tamin simoni là một loài nhện trong họ Miturgidae.
Loài này thuộc chi Tamin. Tamin simoni được Christa L. Deeleman-Reinhold miêu tả năm 2001.